# Veresegyház
Veresegyház är en stad i provinsen Pest i Ungern i distriktet Gödöllő. Veresegyház hade 2019 totalt 19 275 invånare.